# 제러미 피번
제러미 피번(Jeremy Piven, 1965년 7월 26일 ~ )은 미국의 배우이다.

## 출연 작품
- 올드 스쿨
- 패밀리 맨
- 킬러나이트
- 세렌디피티
- 블랙 호크 다운